# Marian de Forest
Marian de Forest (27 février 1864 - 17 février 1935) est une journaliste et dramaturge américaine qui est révélée par son adaptation de Little Women de Louisa May Alcott. Elle joue un rôle majeur dans le mouvement féministe progressiste. Elle est la fondatrice de Zonta (plus tard Zonta International), une organisation de services de femmes ayant une activité professionnelle au service des autres femmes pour la reconnaissance de leur travail et pour améliorer l'accès des femmes à l'éducation et au travail.  Elle est intronisée au Temple de la renommée nationale des femmes en 2001. 

## Biographie

### Enfance et formation
Née à Buffalo (New York) en 1864 dans une famille aisée, elle est la cadette de Cyrus Hawley de Forest et Sarah G. Sutherland. Son père est un homme d'affaires important de la ville et ses activités concernent essentiellement la manufacture de fournitures et aussi l'industrie du charbon. Son père meurt au début de mai 1889 et laisse derrière lui son épouse et six enfants (James S. De Forest, Herman P. De Forest, Miss Schuyler Coye, Miss Henry Marvin, Miss Edward S. et Marian De Forest)
Une blessure à un œil force Marian de Forest à rester trois années dans l'obscurité pour éviter la perte de la vision. Elle est donc contrainte d'effectuer sa scolarité à domicile avec un tuteur privé. Les cours s'effectuent essentiellement de manière orale l'obligeant à mémoriser ce qu'elle ne peut voir et écrire. Elle entre au lycée Buffalo Female Academy à Johnson Park, désormais connu sous le nom de Buffalo Seminary et réussit à être diplômée en 1884, devenant par la même occasion la plus jeune diplômée de l'époque.
Très jeune, elle s'intéresse à l'écriture et rencontre l'actrice Lily Langtree qui l'encourage à poursuivre dans cette voie. Elle participe avec des poèmes et des essais au journal de son lycée, The Magnet. En 1884, elle en devient même la rédactrice en chef.

### Journaliste
Elle opte pour une carrière de journaliste et devient l'une des premières femmes reporters de l'ouest de l'État de New York. Elle écrit pour The Buffalo Evening News puis pour The Buffalo Commercial Advertiser,où elle reste jusqu'en 1901.
Son travail de journaliste est reconnu par ses pairs et reçoit notamment le second prix (somme de 10$) de la Fine Arts Academy pour le concours du meilleur article sur la récente exposition à laquelle ils ont participé.
Lors de la Pan-American exposition de Buffalo en 1901, elle est la secrétaire exécutive du conseil des femmes dirigeantes du Pavillon des Femmes. Ce conseil s'attache à montrer que les femmes de la «Pan Am» sont plus que seulement des hôtesses en établissant des comités de dirigeantes pour les différents domaines présentés dans l'exposition en collaboration avec leurs équivalents masculins.
Peu après, elle rejoint l'équipe du journal Buffalo Morning Express et y devient éditrice du département des femmes et critique d'art dramatique durant 22 ans,.

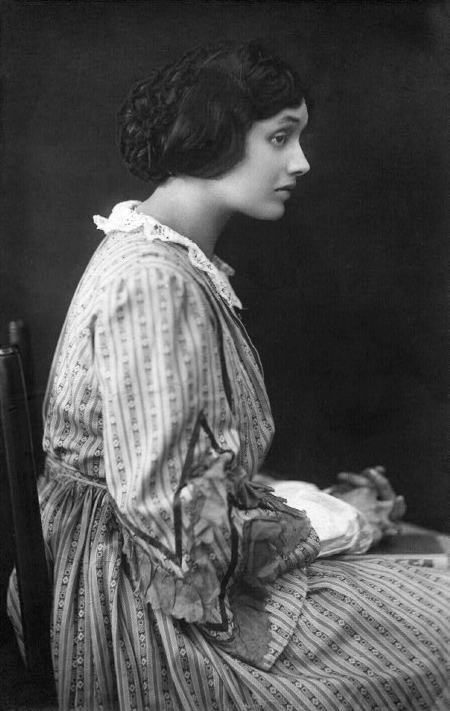
Katharine Cornell devient une star dans la London production de 1919 de l'adaptation théâtrale de De Forest en 1912 de Little Women.

### Dramaturge
En 1911, à la demande de Jessie Bonstelle, dirigeant d'une compagnie de Théâtre, elle adapte le roman de Louisa May Alcott Les Quatre Filles du docteur March en pièce dramatique. Marian de Forest écrit la première ébauche de mémoire sans avoir relu la nouvelle, éliminant donc tout le superflu. Elle complète ensuite avec le texte du livre mais aussi avec du texte provenant d'autres œuvres d'Alcott. John Pratt Alcott (neveu et fils adoptif de Louisa May Alcott aurait voulu que la pièce soit beaucoup plus une comédie. Les deux objectèrent que supprimer la mort de Beth ruinerait tout le jeu d'acteur et ferait perdre l'esprit de la nouvelle. Marian de forest ajouta un peu de comédie mais conserva globalement l'esprit de l'ébauche et de la nouvelle.
La première est jouée au Teck Theatre en janvier 1912 à Buffalo. Le succès grandissant, la pièce est jouée ensuite 184 fois à New York au Playhouse du 14 octobre 1912 à mars 1913. La pièce est produite par la London production au New Theatre de Londres en 1919 ce qui permet de lancer la carrière de Katharine Cornell, alors seulement actrice locale. Une autre de ses pièces Erstwhile Susan adaptée du roman Barnabetta de Helen R. Martin est jouée 167 fois à Broadway en 1916 à la Gaiety Theatre. Dramaturge de premier plan, elle apporte son soutien à la place des femmes dans le théâtre et voyage beaucoup de New York à Londres et Paris comme dramaturge, éditrice et aussi directrice.
Les œuvres dramatiques de Marian de Forest font partie de la collection du Buffalo History Museum.
De Forest est la cofondatrice de la Buffalo Musical Foundation et en devient la directrice en 1924. Elle permet ainsi d'amener l'American Opera Company dans l'ouest de New York. Elle participe aussi à la formation du Buffalo Philharmonic Orchestra. En 1932, elle fait la promotion des premiers concerts Pops qui permettent aux musiciens sans emploi de trouver du travail.

### Améliorer le statut des femmes
En 1893 est créé par Charlotte Mulligan, le Scribblers, club de Buffalo destiné aux écrivaines locales et Marian de Forest invitée, en est l'une des toutes premières membres. En janvier 1894, se tient à l'hôtel Genesee sa première convention et Marian de Forest fait don d'un encrier en verre taillé artisanal. Le but de l'association est d'aider à établir des standards d'écriture et les écrivaines devaient à tour de rôle faire lecture d'une sélection de leurs écrits suivie d'une séance de questions et discussions. De Forest en fait partie toute sa vie durant, devient la trésorière puis la présidente.
Après avoir participé à une réception du Kiwanis (club exclusivement masculin), Marian de Forest et quelques autres femmes invitées ressentent le besoin de créer un équivalent pour les femmes. En février 1919, un nouveau club féminin est donc créé par Wanda Frei Joiner et appelé Quota . Ce club regroupe des femmes d'affaires et des femmes exerçant un métier dans le but de partager leurs expériences et d'en faire profiter les autres femmes. Marian de Forest en fait partie parmi les premières. Le 27 mai 1919, elle en est la présidente et participe à ce titre au County League of Woman Voters, une convention qui réunit 400 femmes au Gold and White ball Room de l'hôtel Statler et dont le but est de discuter de l'impérative nécessité pour les femmes de devenir électrices.
L'accès à ce Quota club est payant et en théorie est limité aux meilleures femmes de leur catégorie professionnelle. Des dissensions naissent rapidement lorsque certaines femmes dont Marian de Forest reprochent au club de privilégier la quantité de membres à la qualité. En effet, il y avait un intérêt à intégrer le maximum de nouveaux membres puisqu'une partie de la cotisation (10$) revenait aux marraines qui en général étaient les principales organisatrices du club. Cela semblait s'éloigner des préoccupations initiales du mouvement et ressemblait plus à de l'enrichissement personnel. Marian de Forest qui en est brièvement la présidente tente de changer les choses mais n'y parvient pas. Une autre raison, officieuse, est liée au fait que Marian de Forest est vexée de voir une autre écrivaine inscrite au club alors que chaque membre est censée être la meilleure de sa catégorie. Du fait de ces dissensions, plusieurs femmes décident de quitter le Quota club.

### Création du Zonta Club
Le 8 novembre 1919, lors d'une réunion à l'hôtel Statler, un groupe de femmes d'affaires fonde le Zonta club de Buffalo à l'instigation de Marian de Forest. Le Zonta club est « une organisation de services de femmes cadres travaillant à l'amélioration du statut juridique, politique, économique et professionnel des femmes dans le monde ». Il faut toutefois noter que Marian de Forest ne participe pas à cette première réunion car elle se trouve en tournée avec toute la compagnie pour les représentations de Little women et c'est Mai Davis Smith qui y relaie son point de vue. Les objectifs affichés de ce nouveau club sont à peu de chose près, les mêmes que le Quota club. Ce qui différencie les deux est les règlements intérieurs des membres et la manière de recruter de nouvelles adhésions avec comme moto «privilégier la qualité à la quantité».

En peu de temps s'ouvrent d'autres Zonta Club dans différentes villes des États-Unis (Rochester, Binghamton, Elmira, Syracuse, Ithaca, Utica, Detroit et Erie, PA). Elle est la première présidente du Zonta club de Buffalo (1919-1922). Le nom de l'organisation, Zonta, est un mot indien des Sioux Lakota qui signifie « honnête et digne de confiance ». Dans l'un de ses premiers discours, Marian de Forest explique : « Le Zonta représente les normes les plus élevées dans le monde des affaires et le monde professionnel… la recherche de la coopération plutôt que la concurrence et considère comme règle d'or non seulement une bonne éthique mais aussi de bonnes affaires ». En 1922, elle devient la présidente de Zonta au niveau national alors que 16 clubs sont actifs. De Forest envisage que Zonta devienne une organisation internationale. En 1923, elle préside le comité national d'organisation des clubs Zonta et la même année, elle leva des fonds pour venir en aide aux femmes et enfants des zones turques ravagées par la guerre. Peu après plusieurs clubs sont créés hors des USA, à Toronto (Canada) ou encore à Vienne (Autriche). Selon ses propres mots, 

« C'est le temps des femmes et dans des pays lointains et des climats étrangers, les femmes de toutes les nations se rallient à l'appel … Zonta a l'opportunité de les unir en un seul grand et glorieux ensemble. »

. Elle sera la présidente de Zonta International de 1924 à 1925.
En 1933, elle cesse d'être membre actif de Zonta et est nommée membre honoraire.

### Femme influente des droits civiques
Marian de Forest est une femme très impliquée dans de multiples domaines de la société américaine. Elle est membre du conseil des directeurs de la Bibliothèque Publique de Buffalo de 1920 à 1934, mais aussi de la Société pour la prévention de la cruauté envers les animaux (SPCA) et de la Humane Society (une autre société de protection des animaux),.
Elle est aussi membre de l'association des diplômés du Buffalo Seminary (Buffalo Seminary Graduates Association) comme ancienne étudiante de ce lycée. Au niveau artistique, elle est membre du Lyceum Club of London qui est un club réservé aux écrivains, du Buffalo Players (dont elle est présidente), de l'Author’s League of America, du Scribblers (une organisation de femmes écrivains de Buffalo), du Dramatists' Club, du Buffalo Athletic Club, du Town Club et enfin membre honoraire du Twentieth Century Club of Buffalo, un club créé par des femmes pour des femmes et dont le principal sujet est l'éducation. Marian de Forest est listée parmi les femmes notoires du théâtre américain et dans le Who's Who américain.

### Vie privée
Marian de Forest partage sa vie durant 25 ans avec Mai Davis Smith, la première femme impresario de Buffalo. Smith commence à diriger des concerts en 1905. Leur domicile d'Irving Place sert fréquemment de salon où sont reçus de artistes et amis. Smith permet de faire venir à Buffalo de nombreux musiciens célèbres tels que Mahler, Paderewski, Rachmaninoff et Toscanini. Mai Davis Smith décède en mars 1924 d'une pneumonie. 
Marian de Forest meurt le 17 février 1935 d'un cancer au Buffalo General Hospital. Elle est inhumée au Forest Lawn Cemetery de Buffalo dans un caveau familial dans la section n°1 (lot 6) à quelques mètres de sa compagne,.

## Héritage
Après son décès, un prix Marian de Forest est créé par le Zonta International pour récompenser des femmes partageant ses valeurs et exerçant dans les mêmes professions que Marian de Forest, qu'elles soient membres du Zonta ou non.
En 1961, le sculpteur Larry Griffis Jr prend Marian de Forest comme modèle pour son œuvre intitulée The spirit of womanhood. Cette sculpture est installée le long de la route 198 à Buffalo. Une plaque y détaille la carrière de la fondatrice du Zonta club.
En octobre 2001, Marian de Forest devient la première femme de Buffalo à intégrer le National Women's Hall of Fame,.

## Publications
- (en) Louisa May Alcott et Marian De Forest, Little Women : The Broadway Play of 1912, CreateSpace Independent Publishing Platform, 11 février 2015, 66 p. (ISBN 9781508447894)
- (en) Marian De Forest, The Zonta Zoo, Or, The Vision of Noah, Zonta International, 1935, 56 p.
- (en) Marian De Forest, Mister Man, 1935, 266 p.
- (en) Jessie Bonstelle et Marian De Forest, Little Women Letters from the House of Alcott, Little, Brown and Company, 1916, 197 p.
- (en-US) Marian de Forest, « Establishing a Little Theater and Making It Pay », The Billboard's Little Theater Handbook,‎ 1924, p. 25-27

- (en) Marian De Forest, Little Women, Adapted from the Story by Louisa M. Alcott, 1921
- (en) Marian De Forest, Erstwhile Susan : A Play in Three Acts, 1916, 258 p.
- (en) Marian De Forest, Friendship Village : A Character Comedy, Buffalo (N.Y.) . Founded on Zona Gale's Friendship village stories. (Just an evening with the folks)., Marian De Forest, 1930, 322 p. (OCLC 36478430)
- (en) Marian De Forest et John D. Wells, Mary 39 : a play in three acts and four scenes (Manuscrit), Buffalo (N.Y.), Marian De Forest (OCLC 51283844)